# Histeridomyces acriti
Histeridomyces acriti är en svampart som beskrevs av Thaxt. 1931. Histeridomyces acriti ingår i släktet Histeridomyces och familjen Laboulbeniaceae.   Inga underarter finns listade i Catalogue of Life.